# إدغار ارين وليامز
إدغار ارين وليامز (بالإنجليزية: Edgar Warren Williams)‏ هو موزع أمريكي، ولد في 12 يونيو 1949.

## وصلات خارجية
- الموقع الرسمي